# Referendum o neodvisnosti Nove Kaledonije 2021
Referendum o neodvisnosti Nove Kaledonije je potekal 12. decembra 2021. Rezultat je bil 3,50 % (2.747 glasov) v prid neodvisnosti in 96,50 % (75.720 glasov) proti neodvisnosti. 2.418 glasov oziroma 2,99 % je bilo praznih ali neveljavnih.
Prebivalci omenjenega tihomorskega ozemlja, ki spada pod Francijo, so tako že tretjič zavrnili neodvisnost. Na predhodnih referendumih v letih 2018 in 2020 so volivci neodvisnost zavrnili s 56,7 % oziroma 53,3 %.
Volilna udeležba je bila le 41-odstotna, medtem ko je bila na predhodnih referendumih za neodvisnost bistveno višja; leta 2020 je bila skoraj 80-odstotna. Prvotno prebivalstvo Kanaki, ki so glavni zagovorniki neodvisnosti, so zaradi pandemije covida zahtevali preložitev referenduma in so ga zaradi neuslišanosti bojkotirali.